# Косиор, Станислав Викентьевич
Станисла́в Вике́нтьевич Косио́р (пол. Stanisław Kosior; 6 [18] ноября 1889, Венгрув, Седлецкая губерния, Царство Польское, Российская империя (ныне — Мазовецкое воеводство, Польша) — 26 февраля 1939, Москва, СССР) — советский партийный и государственный деятель. Первый секретарь Коммунистической партии Украины, заместитель председателя правительства СССР, член Политбюро ЦК ВКП(б).
Член РСДРП(б) с 1907 года. Член ВЦИК, ЦИК СССР и его Президиума. Депутат ВС СССР с 1937 года.

## Биография

### Происхождение
Станислав Косиор родился в городе Венгруве тогдашней Седлецкой губернии (ныне Мазовецкое воеводство, Польша) в семье фабричных рабочих Викентия Яновича Косиора (Коссиора) и Елены Францевны, урожд. Филиппек. По национальности поляк. В семье было 5 братьев (по старшинству): Станислав, Владислав, Иосиф, Казимир, Михаил, а также сестра Софья. По крайней мере четверо из них (кроме младшего Михаила) стали революционерами-подпольщиками. Окончив в 1902 году заводское Сулинское начальное училище, Станислав устроился слесарем на Сулинский завод.

### Революционная деятельность
В ноябре 1905 года он участвовал в заводских забастовках. В декабре после локаута переселился с семьёй в Алчевск. Участвовал в революционном движении, маевках, стачках. В июне 1907 года вступил в РСДРП и был назначен парторганизатором Юрьевского заводского подрайона. Вскоре арестован, три месяца провёл в тюрьме и был уволен с завода ДЮМО, где работал смазчиком воздуходувки доменного цеха. В августе 1908 года под угрозой нового ареста уехал в Сулин.
С 1908 по 1911 год возглавлял Сулинскую организацию партии. В 1910 году им был создан кружок футболистов, служивший прикрытием подпольной работы и завоевавший популярность в массах. Четырежды он подвергался краткосрочным арестам, а в 1911 году был административно выслан в Екатеринославскую губернию. С января до осени 1912 года снова работал в Алчевске, затем перебрался в Харьков. С 1912 по 1914 год находился на нелегальной работе в Харькове, Киеве, Полтаве. Осенью 1914 года был среди организаторов Киевского комитета РСДРП(б), а после его провала — с 1915 года в Москве. В том же году его сослали на 3 года в Иркутскую губернию.
После Февральской революции переехал в Петроград, где работал в партийной организации Нарвско-Петергофского района, затем был членом Петербургского комитета большевиков в Исполнительной комиссии. В октябре 1917 года — комиссар Петроградского ВРК. В период заключения Брестского мира примыкал к «левым коммунистам».

### Советский период

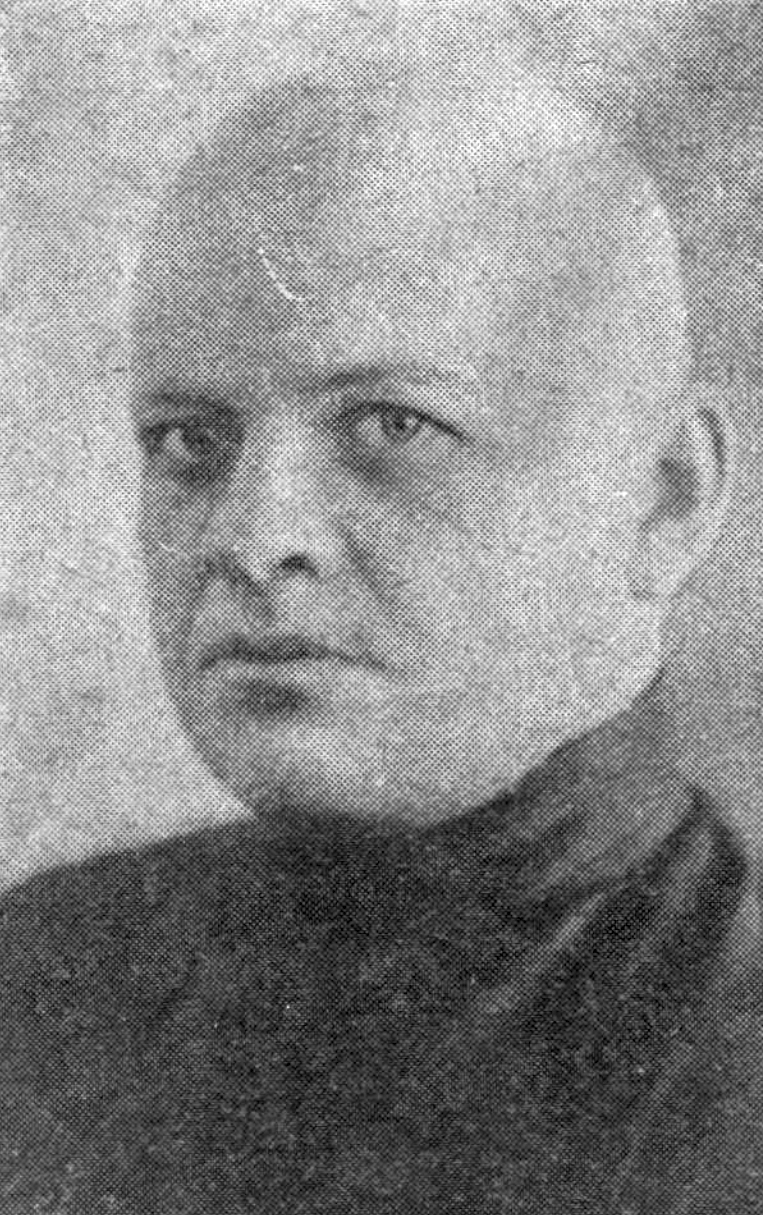
С. В. Косиор

Один из организаторов КП(б) Украины в 1918 году. С марта 1918 года народный секретарь (нарком) финансов Украины, с апреля член Оргбюро по созыву I съезда КП(б)У. В августе 1918 года руководил нелегальной партийной работой на Украине, оккупированной немецкими войсками. С ноября 1918 по февраль 1919 года секретарь подпольного Правобрежного (Киевского) областного комитета КП(б)У.
С мая 1919 по декабрь 1920 года — секретарь ЦК КП(б) Украины, с декабря 1919 член ЦК КП(б)У, в июле — декабре 1919 года возглавлял также Зафронтовое бюро ЦК КП(б)У. С момента основания (1921 год) Всеукраинской комиссии по истории Октябрьской революции и Компартии Украины (Истпарт) являлся её членом. С 1922 по 1924 годы — секретарь Сиббюро ЦК РКП(б). Член ЦК ВКП(б) с 1924 года (кандидат с 1923).
С 1926 по 1928 год — член Оргбюро и секретарь ЦК ВКП(б). С 1928 по 1938 год — генеральный (с 1934 — первый) секретарь ЦК КП(б)У. Среди его задач была коллективизация сельского хозяйства на Украине, после которой последовал голод 1932—1933 годов.
1 февраля 1932 года С.Косиор и В.Чубарь подписали указ «О семенах», предписывающий местным комитетам отказывать в какой-либо семенной помощи украинским колхозам. 17 марта 1932 года подписал указ «О семенных запасах», что привело к усилению репрессий против крестьян, сопротивлявшихся конфискации зерна. 29 марта того же года был подписан указ «О Полесье», в соответствии с которым 5000 крестьянских семей были депортированы из Полесского региона Украины.
В апреле 1932 года С.В.Косиором была отправлена телеграмма И.Сталину, в которой он заявлял: «У нас есть отдельные случаи и даже отдельные села голодающие, однако это только результат местного головотяпства, перегибов, особенно в отношении колхозов. Всякие разговоры о "голоде" на Украине нужно категорически отбросить. Та серьезная помощь, которая Украине была оказана, дает нам возможность все такие очаги ликвидировать».

 Обратите серьёзнейшее внимание на Украину. Чубарь своей разложенностью и оппортунистическим нутром и Косиор своей гнилой дипломатией (в отношении ЦК ВКП) и преступно-легкомысленным отношением к делу — загубят в конец Украину. Руководить нынешней Украиной не по плечу этим товарищам. У меня создалось впечатление (пожалуй, даже убеждение), что придётся снять с Украины обоих, — и Чубаря и Косиора. Возможно, что я ошибаюсь. Но вы имеете возможность проверить это дело на конференции— Сталин в шифровке Кагановичу и Молотову 2.7.1932 

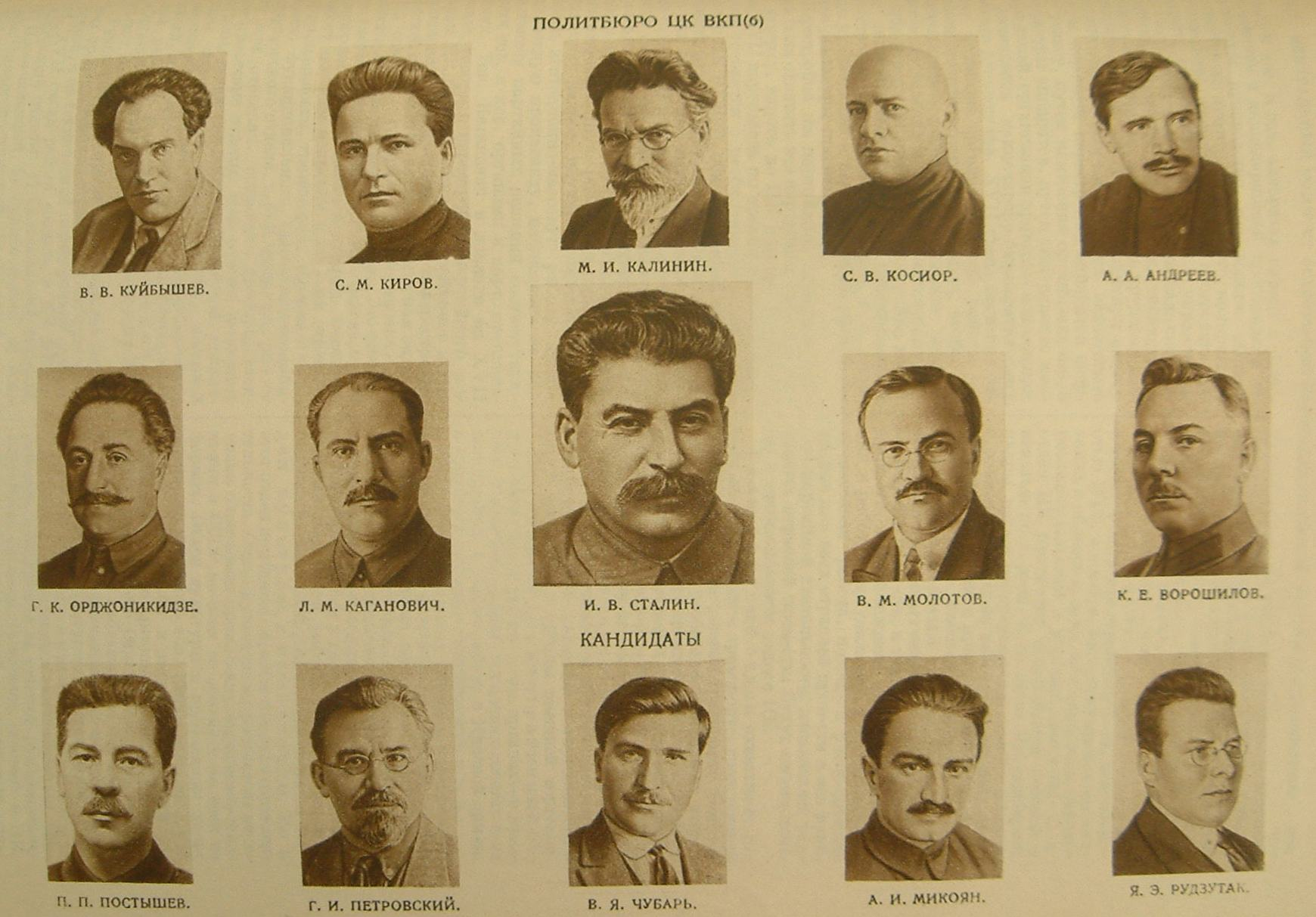
Политбюро ЦК ВКП(б) в 1934 году.

Был членом редколлегии первого издания Малой советской энциклопедии, вышедшей в 1928—1931 годах.
В 1930 году Косиор вошёл в состав Политбюро ЦК ВКП(б) (кандидат с 1927). Член Президиума ЦИК СССР. 
В 1935 году получил орден Ленина «за выдающиеся успехи в области сельского хозяйства». В январе 1938 года стал заместителем председателя Совета народных комиссаров СССР и председателем Комиссии советского контроля при СНК СССР. К этому периоду относится участие Косиора в визировании так называемых сталинских расстрельных списков. Им подписано меньше всех — пять.
Коммунист, — говорил Косиор на пленуме Донецкого обкома партии 28 мая 1935 года, — как передовой человек, должен быть со всех точек зрения на голову выше беспартийного. Для того, чтобы иметь твёрдое мнение, чтобы не колебаться при решении тех или иных вопросов, он должен быть грамотным, образованным всесторонне и особенно образованным в партийном отношении, основательно знать нашу марксистско-ленинскую теорию

### Репрессирование
3 мая 1938 года Косиор был лишён всех партийных постов и арестован. Ему предъявили обвинение в принадлежности к так называемой «Польской военной организации».
26 февраля 1939 года он был приговорён к расстрелу. Приговор приведён в исполнение в тот же день В. М. Блохиным.
В один день с Косиором была арестована его жена — Елизавета Сергеевна (1895—1938). Приговорена к высшей мере наказания 28 августа 1938 года и расстреляна в тот же день на полигоне «Коммунарка» . 
Дети: Тамара (1922–1938), по словам жены Косиора покончила с собой после того, как была изнасилована на глазах у отца на его допросе, Владимир (1922–1942, погиб на фронте). 
Братья С. Косиора — Владислав, Казимир, Михаил — также были репрессированы.

## Реабилитация и память

### Реабилитация
Косиор был реабилитирован 14 марта 1956 года. В том же году была реабилитирована его жена.
Дело Косиора С. В.
Косиор С. В., член партии с 1907 года, в прошлом рабочий слесарь, до Великой Октябрьской революции неоднократно подвергался арестам и ссылке. После Февральской революции тов. Косиор был членом Петербургского комитета партии, в 1919 г. — секретарём ЦК КП(б)У, а затем секретарём Сиббюро ЦК РКП. В 1924 г. на XIII съезде РКП(б) тов. Косиор был избран членом ЦК, с 1925 по 1928 гг. он работал секретарём ЦК ВКП(б), а с 1928 по 1937 гг. генеральными секретарём ЦК КП(б)У. С 1937 г. тов. Косиор работал заместителем Председателя СНК СССР и председателем КСК. На XVII съезде партии тов. Косиор был избран кандидатом в члены Политбюро ЦК ВКП(б).
3 мая 1938 года тов. Косиор С. В. был арестован и 26 февраля 1939 года Военной Коллегией приговорён к расстрелу за то, что он якобы ещё в 1922 году вошёл в контрреволюционную организацию «ПОВ» (Польска организация войскова), занял в ней руководящее положение и был эмиссаром Пилсудского на Украине, а в 1934 году создал и возглавил «контрреволюционный заговорщический террористический центр на Украине».
Документально доказано, что арестован товарищ Косиор был без всяких на то оснований и повода. С первых же дней содержания его в Лефортовской тюрьме к нему применялись самые варварские, зверские пытки, учинялись допросы свыше 14 часов беспрерывно, в ночное время, лишая его сна и минимального отдыха. Достаточно сказать, что он допрашивался 54 раза, хотя в деле имеется всего 4 протокола допроса.

Лишением сна, жестокими пытками и истязаниями товарища Косиора заставили подписать протоколы, написанные по произволу следователей в отсутствие обвиняемого.

### Память
- Киевская радиостанция носила имя Косиора
- Национальный спортивный комплекс «Олимпийский» в Киеве в 1935—1938 годах назывался так: Республиканский стадион имени Станислава Косиора
- Город Апостолово (Днепропетровская область) с 1936 по 1938 год носил название «Косиорово».
- Апостоловский район (Днепропетровская область) с 1936 по 1938 год носил название «Косиоровский».
- Село Великая Солёная (Николаевская область) некоторое время носило название «Новокосиоровка» (точные даты не установлены).
- Имя Косиора носили улицы и проспекты в ряде городов Украины и России: в Днепре, Кривом Роге, Свердловске, Донецке, Луганске, Новошахтинске, Шахтах, в Красном Сулине[арм.], Новосибирске, Астрахани, Прокопьевске и других. Имя Косиора до 2011 года носила улица Льва Яшина в Грозном.
- В 1963—2000 годах имя Станислава Косиора носила улица Вячеслава Черновола в Киеве.
- Харьковский станкостроительный завод ранее носил имя С. В. Косиора.
- 10 сентября 1926 года был спущен на воду пароход «Косиор», построенный на Красноярском государственном затоне. Пароход эксплуатировался Енисейским пароходством[17].
- В СССР были выпущены почтовые марки, посвящённые Косиору:

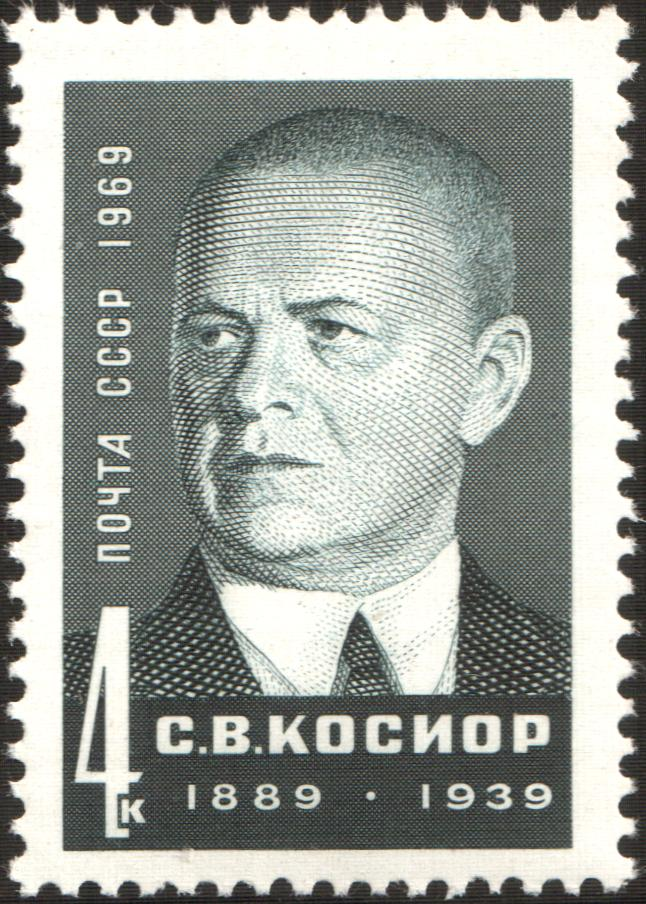
1969 год
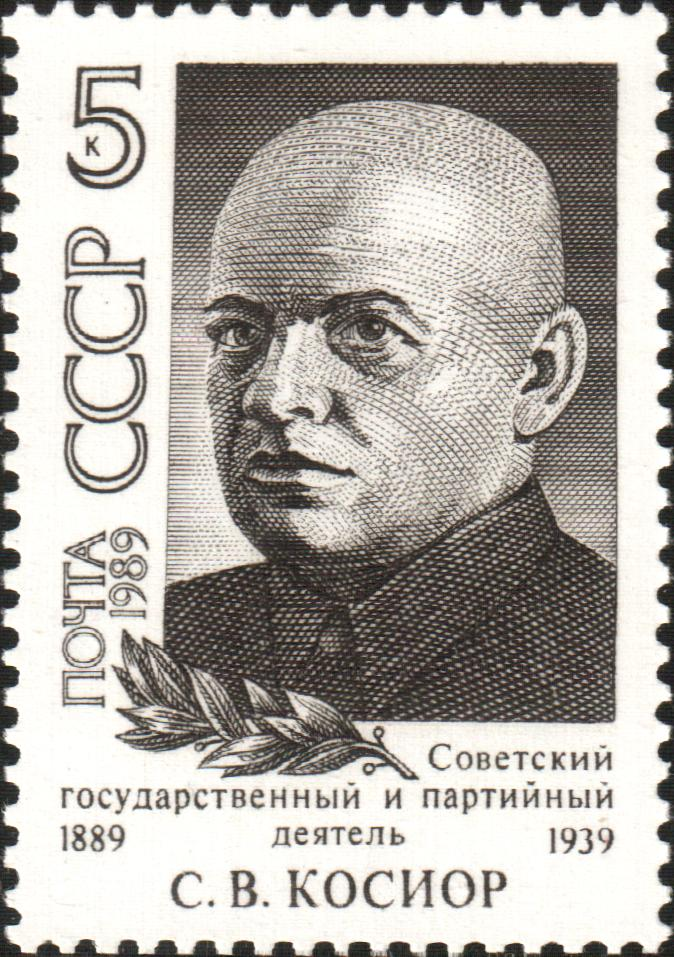
1989 год,  (ЦФА [АО «Марка»] #6120; Sc #5812)

- Памятник в Харькове, скульптор В. И. Агибалов[18].

## Посмертное осуждение на Украине
13 января 2010 года Апелляционный суд Киева признал Косиора одним из организаторов «голода на Украине в 1932—1933 годах».
В 1970-х годах в Киеве на улице Артёма был установлен небольшой памятник Косиору, который позже был заменён на другой, «более парадный» (хотя и значительно худший в профессионально-художественном отношении). Памятник (в обеих версиях) суммарно простоял там около 40 лет. Снесён в ноябре 2008 года.
Несмотря на то, что Косиор был на Украине официально признан одним из организаторов голодомора, топонимика в его честь сохранялась ещё в течение нескольких лет.
5 августа 2014 года в Днепропетровске на улице, названной в честь Станислава Косиора, была демонтирована памятная доска.17 ноября 2015 года в Харькове проспект Косиора был переименован в Александровский. 2016 году так же была переименована улица в Кривом Роге.